# Обухов, Николай Борисович
Николай Борисович Обухов (10 [22] апреля 1892, село Ольшанка, Курская губерния — 13 июня 1954, Сен-Клу, под Парижем) — русский и французский композитор, теоретик музыки, изобретатель музыкальных инструментов; разработал собственную систему нотации.

## Биография
Детство и юность провёл в Москве, в семье потомственных музыкантов (двоюродный брат певицы Надежды Обуховой). С шести лет играл на скрипке и фортепиано, с десяти регулярно посещал оперу. Первые собственные сочинения (этюды, романсы) относятся к 1910 году. C 1911 года учился в Московской консерватории, в 1913—1916 годах — в Санкт-Петербургской консерватории, где среди его учителей был Николай Черепнин. В 1918 году эмигрировал через Константинополь в Париж, там и провёл всю жизнь. Обухова поддерживал М.Равель, считавший его гением, за его путём с интересом следил Борис де Шлёцер. Он дружил с дирижёром С.Кусевицким, пианисткой Марией-Антуанеттой Оссенак де Брольи, входил в круг журнала «Ревю мюзикаль». Сочинение Обухова Вступление к Книге жизни, в 1926 году исполненное в Париже оркестром под управлением С.Кусевицкого, произвело сильное впечатление на С.Прокофьева, что отмечено в его дневнике.

## Творчество
Определяющими для Обухова в музыке были искания позднего Скрябина, в философии — идеи Вл. Соловьёва. Историки и теоретики музыки считают Обухова связующим звеном между Скрябиным и Мессианом, Скрябиным и Айвзом, сближают его мистериальную музыку с русским космизмом. Обухов тяготел к теософии, выступал со своими сочинениями в теософском обществе в Париже (1925).
Он на 8 лет раньше Шёнберга и параллельно с Хауэром, но независимо от него к 1914 году разработал в трактате «Абсолютная гармония» концепцию 12-тоновой атональной техники.
Примерно в это же время, около 1915 года, Обухов изобрел свою систему музыкальной нотации, возмутившую Н. Метнера, с которым Обухов поделился своим замыслом.
Обухов одним из первых стал создавать электроакустические инструменты — Эфир, Кристалл, Волны и, наиболее известный, Звучащий крест (1929, см.: Croix Sonore), за создание которого современники назвали его Страдивари радиоэлектронной музыки. Крест представляет собой расположенную на уровне человеческого роста стеклянную сферу с крестом внутри, в центре креста помещён алмаз. Звук возникает при приближении или удалении рук исполнителя, при этом изменяются громкость и высота звука (за несколько лет до Обухова этот же принцип получения музыкальных звуков был реализован Львом Терменом).
Автор изданного в 1946 году теоретического «Трактата о гармонии тональной, атональной и тотальной».
Ряд сочинений Обухова подписан французским именем Nicholas l’Extasié (Николай Экстатический).

## Избранные труды

### Музыкальные сочинения
- Иконы (1915)
- Шесть молитв для фортепиано (1915)
- Три литургические поэмы на слова К.Бальмонта
  - Агнец и наше раскаяние (1918)
  - Пастырь и наше утешение (1919)
  - Да будет один Пастырь и одно стадо (1921)
- Вступление к Книге жизни (1926)
- Вседержитель благословляет мир на земле (1936)
- Всемирный гимн (1937)
- Будем же любить друг друга (1943)
- Третий и последний завет для 5 голосов, звучащего креста, органа, двух фортепиано и оркестра (1946)

### Теоретические сочинения
- Nicolas Obouhow: l’harmonie totale. Ivan Wyschnegradsky: l’ultrachromatisme et les espaces non octaviants/ Sous la dir. de Claude Baillif. Paris: Richard-Masse, 1972

## Наследие
Из более чем 50 музыкальных сочинений Обухова изданы лишь несколько. Его Opus Magnum, грандиозная и незавершенная музыкальная утопия «Книга жизни», над которой он работал с 1917 года, остается в рукописи. В 2000-е годы сочинения Обухова все активнее исполняют в Европе (Нидерланды, Германия, Великобритания, Франция). Среди его исполнителей — пианистки Нино Баркалая и Дженни Лин, фортепианный дуэт Изабель и Флоранс Лафитт, пианисты Джей Готтлиб и Александр Райхельсон, ученица Л.Термена Лидия Кавина, оркестры под управлением Рейнберта де Леу, Паскаля Рофе и др.
Произведения Н.Обухова вошли в программу Московского музыкального форума «Франкофония» (2010).

## Признание
Во Франции проводится конкурс музыкантов им. Н. Обухова, а с 1957 года по инициативе А. Онеггера была учреждена премия им. Н. Обухова за лучшее произведение, написанное в новой нотации.

## Фотографии, документы

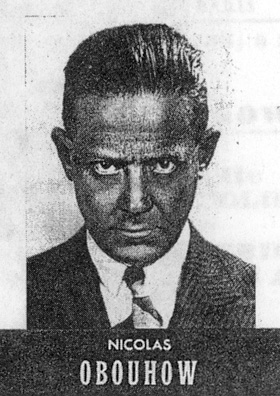
Николай Обухов. Фрагмент афиши одного из концертов.
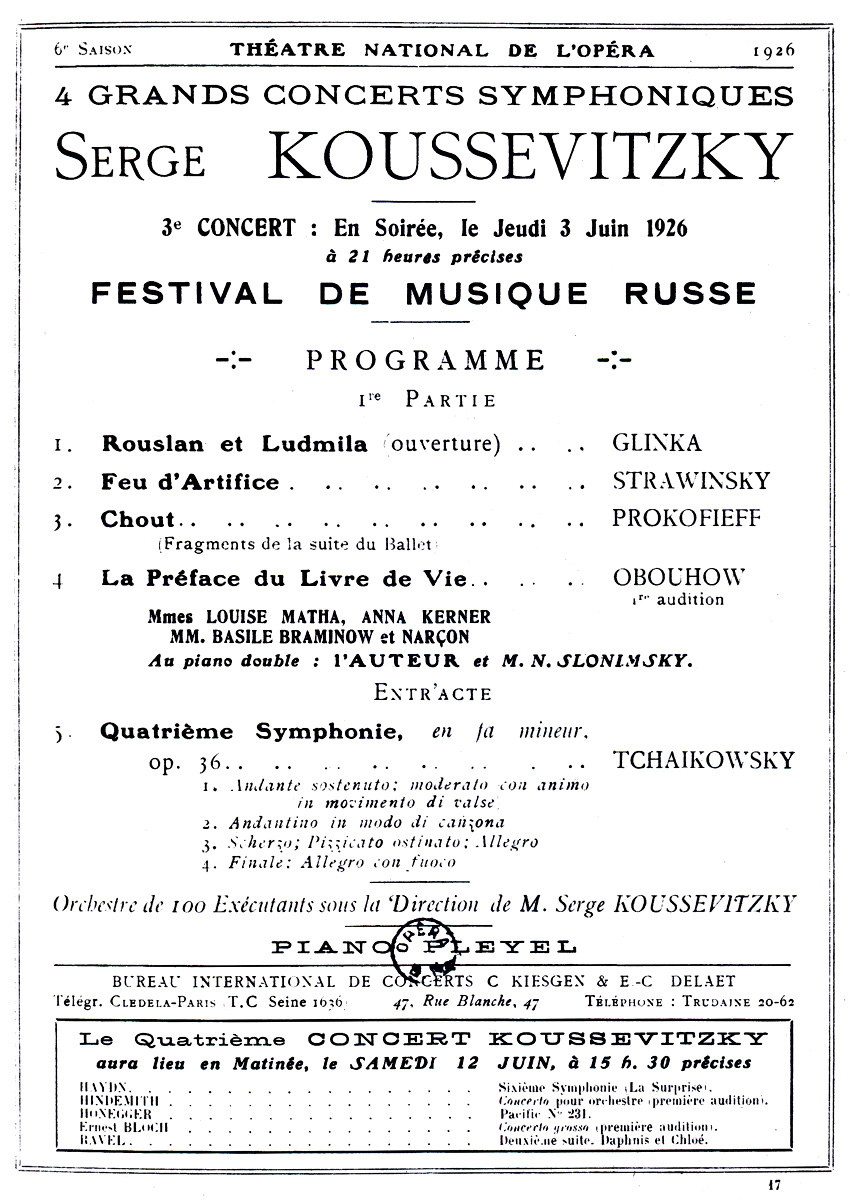
Афиша концерта 3 июня 1926 г., на котором исполнялись произведения Н.Обухова.
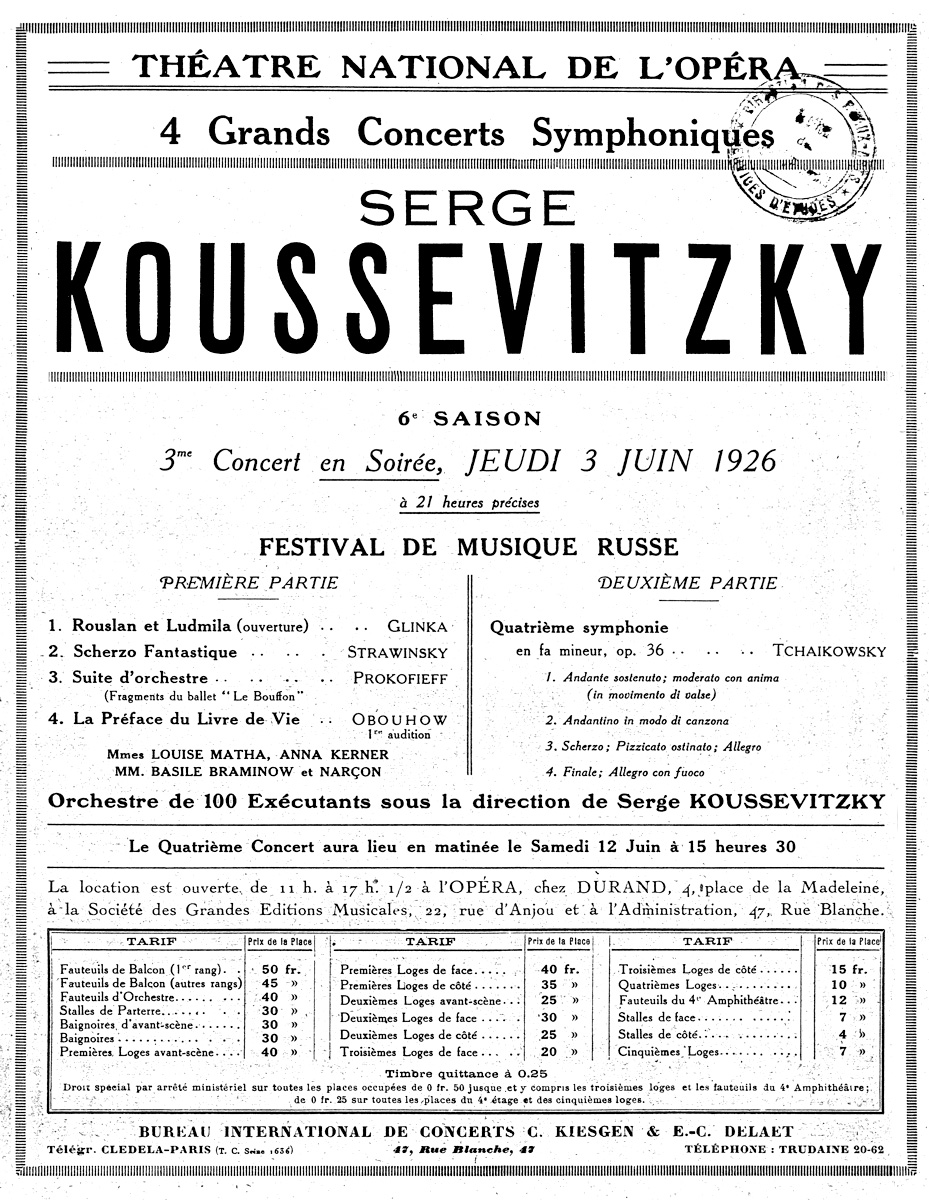
Афиша концерта 3 июня 1926 г., на котором исполнялись произведения Н.Обухова.